# بير الطالب
بير الطالب هي قرية ريفية في إقليم سيدي قاسم ضمن جهة الغرب شراردة بني حسين بالغرب المغربي. كان مجموع عدد سكان جماعة بير الطالب 11.252 نسمة.(تعداد السكان الرسمي 2004)

## دواوير الجماعة
- أولاد شبل
- أولاد عمر
- أولاد امبارك
- النوافلة
- الفقرة
- أولاد عميرة الفوقيين
- أولاد عميرة السفليين
- أولاد جلال
- الݣرينة
- الحريشة
- سمحان
- اولاد مسلم
- شموشة
- دكوكة